# Bear Hills
Bear Hills är kullar i Kanada.   De ligger i provinsen Alberta, i den centrala delen av landet, 2 800 km väster om huvudstaden Ottawa.
Omgivningarna runt Bear Hills är en mosaik av jordbruksmark och naturlig växtlighet. Runt Bear Hills är det mycket glesbefolkat, med 2 invånare per kvadratkilometer.